# Officenet
Officenet é a subsidiária da empresa transnacional estadunidense Staples, com atuação no Brasil e na Argentina, com sede na cidade de Buenos Aires. É a maior empresa de venda de materiais de escritório na Argentina e uma das três maiores, no Brasil.

## Histórico
- 1997 - fundação da empresa por Andy Freire e Santiago Bilinkis, com o capital de quatro investidores da Argentina.
- 1999 - A Submarino inicia as negociações para a compra da Officenet, concluída finalmente em 29 de fevereiro de 2000[1].
- 2000 - Com o apoio da Submarino, a empresa expande suas atividades para o Brasil, estabelecendo seu escritório em São Paulo. No final desse ano o ingresso de novos investidores forçam a empresa a dividir-se em duas companhias[2].
- 2004 - a Staples adquire o controle da Officenet Argentina e da Officenet Brasil.[3]
- 2006 - a companhia argentina é uma das pioneiras a lançar o blog corporativo naquele país, como forma de entrar em contato direto com os clientes.[4]
- 2008 - a Officenet-Staples inaugura a primeira loja Staples na Argentina.
- 2010 - A empresa muda seu nome para Staples
- 2013 - A Staples do Brasil e a Staples Argentina fundem suas equipes, sob a liderança da Leo Piccioli
- 2015 - A Staples do Brasil abre a primeira loja física no shopping Top Center, Avenida Paulista[5]
- 2016 - Após ganhar o prêmio ao Dirigente do Ano da Associação de Dirigentes de Empresa de Argentina[6] Leo Piccioli deixa a Staples Latam. João Paulo Amadio é nomeado presidente da Staples Brasil[7]

A companhia ganhou relevo internacional após a publicação de dois estudos de caso, pelo Prof. Walter Kuemmerle, na Harvard Business School, dentro do curso de Comércio Internacional.